# Rosario Celedón
Rosario Celedón Förster (Santiago de Chile, 21 de junio de 1977) es una abogada chilena titulada en la Universidad de Chile y con un Máster en Derecho de la Universidad de California, Berkeley, Estados Unidos. Ha ocupado diversos cargos gubernamentales en Chile. 

## Biografía
Nació en Santiago de Chile, el 21 de junio de 1977. Es hija de Juan Vicente Celedón y de María Teresa Forster. Tiene cuatro hermanos.

## Formación
Estudió en el ex Colegio Teresiano Pedro de Valdivia. Cursó Derecho en la Universidad de Chile, titulándose de abogado con distinción. Realizó un Máster en Derecho de la Universidad de California, Berkeley, Estados Unidos.

## Vida profesional
Luego de ser propuesta por el ministro de Hacienda Mario Marcel al Senado en junio de 2025 como consejera del Fondo Autónomo de Protección Previsional (FAPP) este la ratificó de manera unánime para el puesto.

#### Banco Central
Entre junio de 2022 y junio de 2025 ejerció como gerenta de la División de Política Financiera del Banco Central de Chile.
Durante su labor en el instituto emisor destacó por el fortalecimiento de la estabilidad financiera chilena con la implementación del Requerimiento de Capital Contracíclico como herramienta macroprudencial y se actualizar los marcos de política para mejorar la respuesta ante escenarios de riesgo. 
Asimismo, durante su gestión se actualizaron regulaciones en materias cambiarias, cuentas de ahorro, medios de pago y cámaras de compensación de bajo valor. Además, se publicaron informes exploratorios sobre una posible moneda digital del banco central y se consolidó la publicación del Informe del Sistema de Pagos.

#### CMF
La Presidenta de la República, Michelle Bachelet, la propuso al Senado para integrarse como Comisionado de la Comisión para el Mercado Financiero (CMF), por un período de tres años, que terminó en octubre de 2020. En la Comisión ocupó el cargo de Vicepresidenta a partir de diciembre de 2017.
Hasta antes de integrarse a la CMF era abogada senior de la Fiscalía del Banco Central de Chile, donde se centró en el análisis y desarrollo de iniciativas de regulación financiera y análisis jurídico de los proyectos de ley referidos al mercado de capitales y al sistema financiero. 

#### Hacienda
Entre 2012 y 2014 fue Coordinadora de Mercado de Capitales del Ministerio de Hacienda y directora ejecutiva del Consejo de Estabilidad Financiera (CEF) siendo titular de esa cartera Felipe Larraín. En este cargo le correspondió colaborar en el desarrollo y tramitación legislativa de proyectos como la reforma al gobierno corporativo de la ex Superintendencia de Valores y Seguros, proyecto de ley sobre prepago no bancario, Ley que crea el Consejo de Estabilidad Financiera, Ley Única de Fondos, Ley de Contrato de Seguros, Ley sobre mecanismos de prevención y control de lavado de activos, nuevo Reglamento de Sociedades Anónimas, entre otros.

#### SVS
Fue jefe de gabinete y asesora jurídica de la Superintendencia de Valores y Seguros entre 2010 y 2012, colaborando en la elaboración de proyectos de ley de alcance institucional y de proyectos normativos de la Superintendencia, como norma sobre estándares de gobierno corporativo, oferta privada de valores, entre otros.

#### Abogacía
En el sector privado trabajó como asociada senior de la firma de abogados Shearman & Sterling en Nueva York (2008-2009), y en el estudio Carey Abogados (2002-2007) y en Barros, Court y Correa (1999), centrando su práctica en derecho corporativo y comercial, financiamiento y mercado de capitales. 
Es miembro del Colegio de Abogados de Chile y del Estado de Nueva York, Estados Unidos. 
Ha participado en actividades académicas en la Escuela de Derecho de la Universidad de Chile y Universidad Católica.

## Reconocimientos
La Facultad de Derecho de la Universidad de Chile le otorgó, junto a Patricia Silberman, la primera versión del premio Álvaro Puelma Accorsi, reconocimiento que reconoce la creación de obras en el área del Derecho Civil. Ambas abogadas fueron premiadas por su trabajo titulado “Responsabilidad precontractual por ruptura injustificada de negociaciones contractuales”, que por decisión unánime de las comisiones de Estudio y Evaluadora del premio, fue elegido como el mejor.